# 下楠昌哉
下楠 昌哉（しもくす まさや、1968年 - ）は、日本の英文学者。同志社大学文学部教授。専門は、イギリス文学・文化、アイルランド文学。

## 略歴
東京都生まれ。
1991年上智大学外国語学部英語学科卒業、1993年同大学院文学研究科博士前期課程修了。
2001年「The stage Irishman and a police informer :Stereotypical representations of the Irish in James Joyce’s Ulysses」（ジョイス『ユリシーズ』論）で上智大学文学博士。
2000年静岡文化芸術大学文化政策学部専任講師、2005年助教授、2007年准教授、2008年同志社大学文学部准教授、2011年教授。
2007年度、第19回『SFマガジン』読者賞・海外短編部門を、イアン・マクドナルド「ジンの花嫁」の翻訳で受賞。

## 著書
- 『妖精のアイルランド 「取り替え子」の文学史』（平凡社新書） 2005年

### 編著ほか
- 『イギリス文化入門』（責任編集、三修社） 2010年
- 『アメリカ文化入門』（杉野健太郎編、三修社） 2010年

稲垣伸一, 舘健太郎, 立入正之, 中田崇, ジョセフ・ラウアー, 諏訪部浩一, 西山隆行, 山口和彦, 荒川裕子, 飯岡詩朗, 大野美砂, 倉科一希共著　

## 翻訳
- 『現代文学・文化理論家事典』（スチュアート・シム編、松柏社） 1999年

三尾満子, 荻野勝, 伝田晴美, 丸山修, 小玉智治, 林直生, 伊藤賢一, 今野晃, 深谷公宣, 稲垣伸一共訳
- 『ポストモダン事典』（スチュアート・シム編、杉野健太郎共監訳、松柏社） 2001年
- 『モダニズムとは何か』（マイケル・レヴァンソン編、荻野勝共監訳、松柏社） 2002年
- 『アイリッシュ・ヴァンパイア』（ボブ・カラン、早川書房） 2003年
- 『黄昏の遊歩者』（A・L・マカン、国書刊行会） 2009年
- 『ゴシック短編小説集』（クリス・ボルディック選、石塚則子, 大沼由布, 金谷益道, 藤井光共編訳、春風社） 2012年
- 『サイバラバード・デイズ』（イアン・マクドナルド、中村仁美共訳、早川書房） 2012年
- 『旋舞の千年都市』（イアン・マクドナルド、東京創元社） 2014年、のち創元SF文庫 2016年
- 『幻想と怪奇の英文学』（東雅夫と責任編集、春風社） 2014年
- 『幻想と怪奇の英文学Ⅱ 増殖進化編』（東雅夫と責任編集、春風社） 2016年
- 『幻想と怪奇の英文学Ⅲ 転覆の文学編』（東雅夫と責任編集、春風社） 2018年

「幻想文学 - 転覆の文学」（ローズマリー・ジャクスン）を収録
- 『吸血鬼の英文法』（カレン・エリザベス・ゴードン、彩流社） 2018年
- 『幻想と怪奇の英文学IV 変幻自在編』（東雅夫と責任編集、春風社） 2020年

アナ・リティティア・エイキンの論考を訳
- 『時ありて』（イアン・マクドナルド、早川書房） 2022年
- 『妖精・幽霊短編小説集 『ダブリナーズ』と異界の住人たち』（編訳、平凡社ライブラリー） 2023年
- 『雪女・吸血鬼短編小説集 ラフカディオ・ハーンと怪奇譚』（編訳、平凡社ライブラリー） 2025年